# 三枚おろし

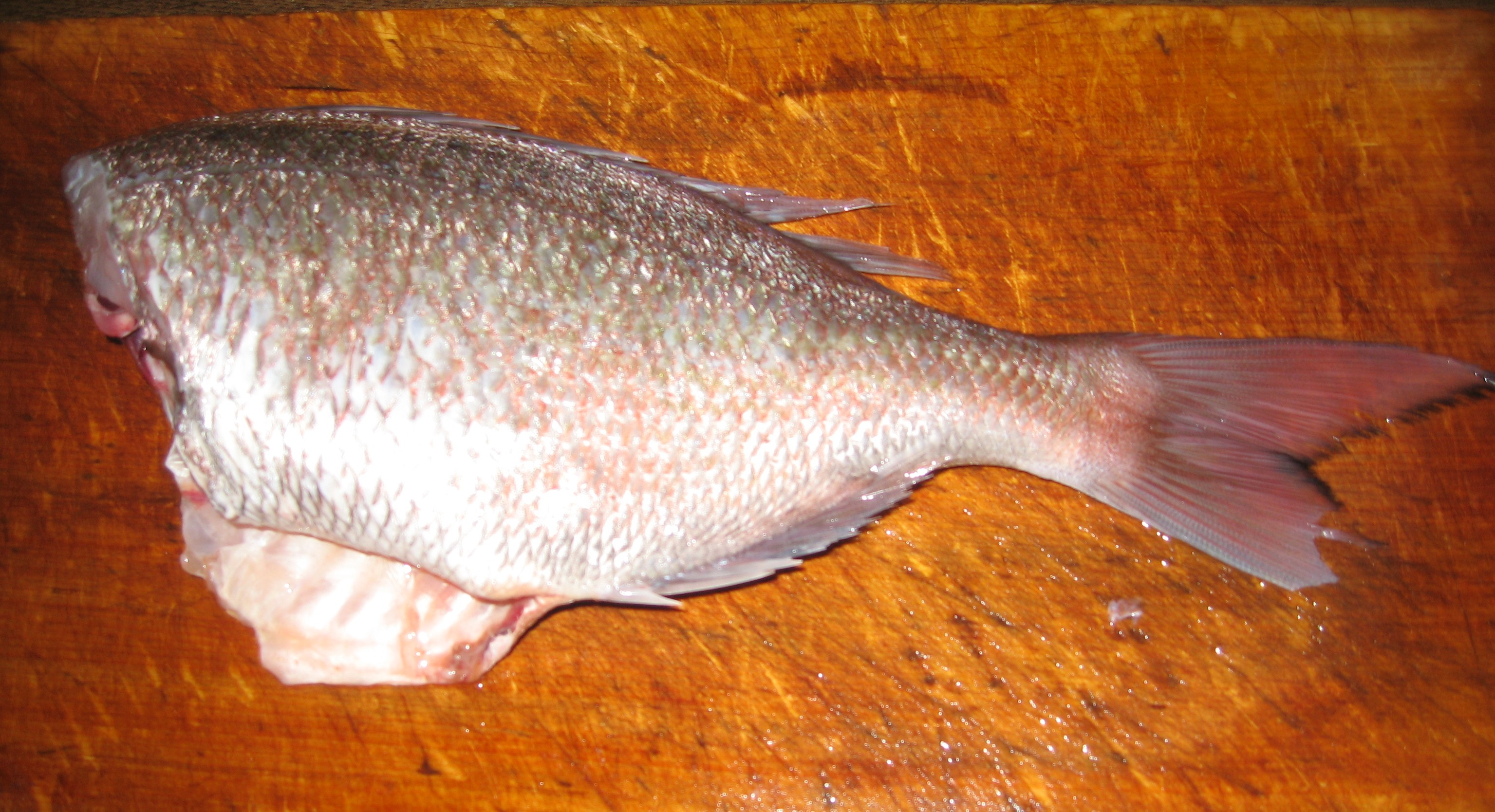
三枚おろし前

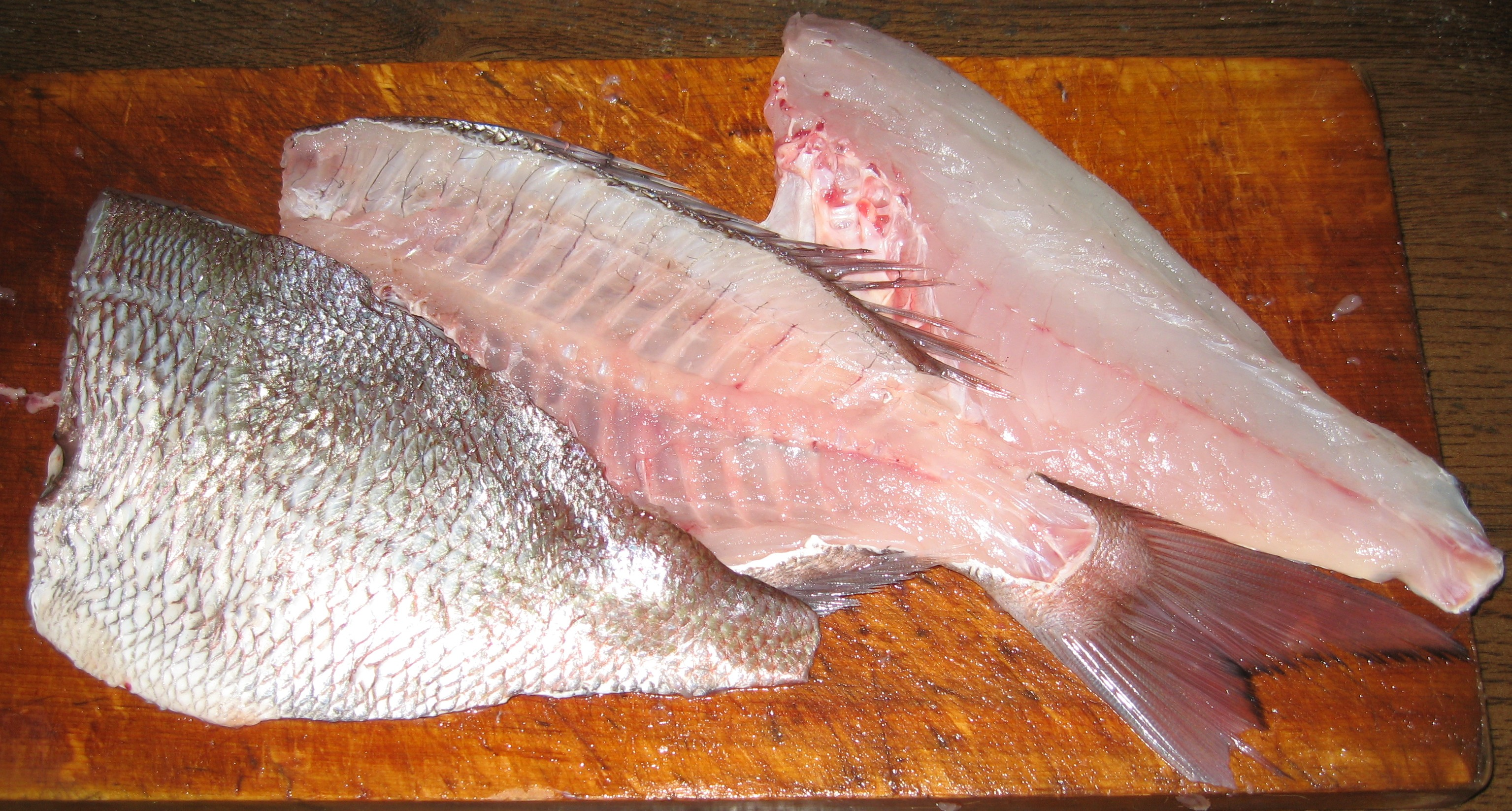
三枚おろし後

三枚おろし（さんまいおろし、英語: Fillet）は、魚のさばき方の一種で、右身、左身、中骨の3つの部分に切り分けることをいう。「もっとも基本的な魚のおろし方」であるとされる。

## 概要
頭を切り落とし内臓を取り除いた魚に、背骨に沿って包丁を入れ、左身と右身に分ける。このとき、左身に背骨がついたままになっているが、この状態を二枚おろしという。二枚おろしの状態のまま、料理に用いることもあるが、さらに左身から骨を取り除くと三枚おろしになり、あらゆる料理に用いることができるようになる。
なお、三枚におろす際に頭から尾までを一度に切り離さず、まず、腹側の頭から尾、次に背側の頭から尾という手順で切り離す方法を両面おろしという。
骨の部分は「中落ち」と呼ばれ、料理に用いられることがある。マグロの場合、ここに残る赤身が美味であるとされ、スプーンなどでかき取り、ネギトロ、鉄火巻きなどに用いられる。小型の魚や細長い魚あるいは身が柔らかい魚に対しては、包丁を一気に入れて切り離す大名おろしというさばき方が用いられ、三枚おろしをするときよりも中落ちの部分に身が多くつくこととなる。大名おろしの大名とは、中落ちに身がたくさん残っていて贅沢であるという意味が込められたものである。